# Аркот
Аркот — город в окрестностях (ныне в черте) Веллуру, на южном берегу реки Палар, в индийском штате Тамил-Наду. Население 56 тыс. жит. (2011).
С 1692 г. хорошо укреплённый форт Аркот служил столицей набобов Аркота, которые в условиях распада империи Великих Моголов распространили свою власть на юг Деккана. В 1740 г. разорён маратхами.
Благодаря своему стратегическому расположению у «ворот на юг Индии» Аркот в 1750-е годы стал яблоком раздора между англичанами и французами. Героическая оборона Аркота пятью сотнями людей Р. Клайва (23 сентября — 14 ноября 1751) позволила закрепить Аркот в сфере влияния Британской Ост-Индской компании.
Стены красного кирпича были снесены по приказу Типу Султана в 1783 году, после чего военное значение Аркота стало снижаться. Сохранились лишь т. н. Делийские ворота (начало XVIII века), над которыми туристам показывают комнату Клайва. Другая достопримечательность — гробница суфийского святого, в честь которого получил своё имя Типу Султан.